# メフメト6世
メフメト6世（オスマン語: محمد سادس, Mehmed VI, Mehmed Vahdettin, 1861年1月14日 - 1926年5月16日）は、オスマン帝国の第36代（最後）の皇帝（在位：1918年 - 1922年）。第31代皇帝アブデュルメジト1世の子。第33代皇帝ムラト5世、第34代皇帝アブデュルハミト2世、第35代皇帝メフメト5世の弟。

## 生涯

### 即位前
1861年1月、メフメト・ヴァヒデッティンはイスタンブールのドルマバフチェ宮廷で生まれた。ヴァヒデッティンの父のアブデュルメジト1世は生後5ヶ月で崩御し母のギュリュステュ・ハヌムも4歳のときに亡くなったため、継母のジェイエステ・ハヌムに育てられ彼女から教育をうけた。16歳のころ3人の使用人とともに継母の家を去り、兄のアブデュルハミト2世の宮殿に移り住んだ。
若い頃のヴァヒデッティンの親しい友人にいとこのアブデュルメジト(後のアブデュルメジト2世)がいたが、数年後、喧嘩をしたため不仲となった。ヴァヒデッティンは宮廷では多くの本を読み、芸術、書道、音楽に興味を持った。やがて彼はスーフィズムにも興味を持ち、イスラム法学、コーランの解釈をマドラサでアラビア語で受講した。
ヴァヒデッティンは皇子時代からアブデュルハミト2世と同じ屋根の下で過ごしたため、アブデュルハミトの思想に影響され、それがのちに青年トルコ人に対する憎悪に繋がることとなった。

### 連合国との講和と帝国の崩壊
1918年7月、兄メフメト5世の崩御により後を継いで即位した。しかし兄と同じく皇帝としての実権は無いに等しく、この頃のオスマン帝国は第一次世界大戦で中央同盟国側に与して戦況不利に陥っていた。
1918年10月30日、連合国側とムドロス休戦協定を結んでオスマン帝国は連合国に降伏し、イスタンブールは連合国に占領されてしまった（イタリアはアンタリアとコンヤ、フランスはキリキア、ギリシアはイズミルをそれぞれ占領）。
この協定によりアルメニア人によるアルメニア共和国が建国されることとなり、オスマン帝国は実質的に滅亡したに等しい状態となってしまった。また、それまで政治の実権を握ってきた統一と進歩委員会は敗戦と同時に解体し、指導者層の多くが国外に逃亡するに至った。
そして、このような国家の危機を見たムスタファ・ケマル・パシャ（後のアタテュルク）らが民族的抵抗運動を開始し、エルズルムやスィヴァスで東方諸州会議を召集して「国民盟約」を作り上げたのである。

### 希土戦争（ギリシャ・トルコ戦争）

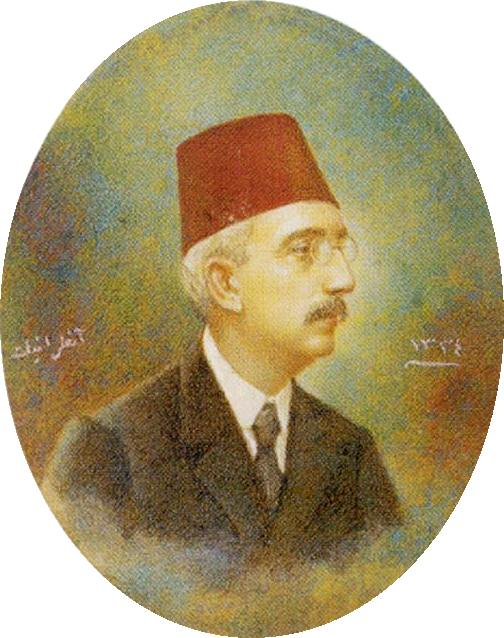
メフメト6世（トプカプ宮殿博物館蔵）

1919年、ギリシャがアナトリアの支配を目論んでトルコ領のイズミルに出兵し、希土戦争が勃発した。これに対して、ムスタファ・ケマルは徹底抗戦し、1920年4月にはムスタファ・ケマル一派により「大国民議会」が結成された。
しかし、メフメト6世はこれを承認せず、逆にムスタファ・ケマルを逆賊として死刑にするように宣告した上で、「カリフ擁護軍」と呼ばれる部隊を組織して、ムスタファ・ケマル一派の鎮圧に乗り出すなどの抵抗を示した。
8月にはセーヴル条約が結ばれたが、ムスタファ・ケマルはこの批准に反対し、国家を救うために独自の行動を取り始める。アナトリアに進撃してギリシア軍を破り、次いでアルメニア人を弾圧・虐殺した。
1921年にはアナトリア西部に進出してギリシア軍を再度破り、1922年にはイズミルをギリシアから奪い返すに至ったのである。これにより、希土戦争はトルコの勝利で終わった。

### オスマン帝国の滅亡とトルコ共和国の成立

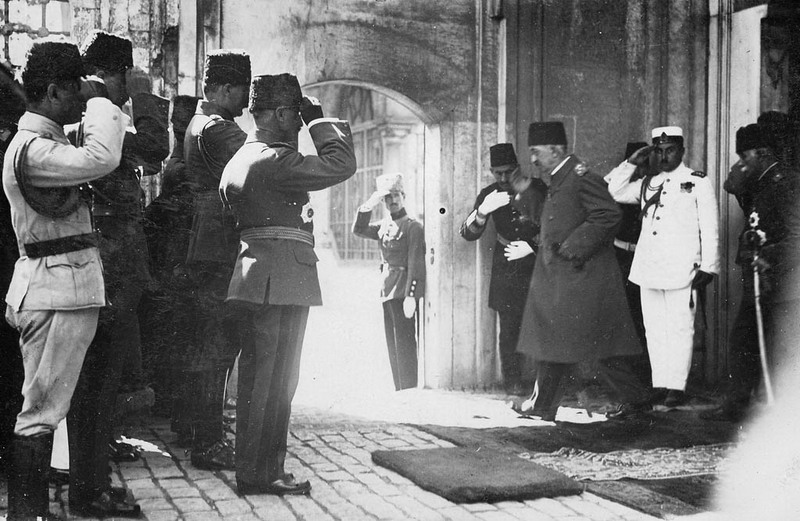
1922年11月、ドルマバフチェ宮殿の裏口を出るメフメト6世。この写真から数日後、イギリスの軍艦でサンレモに亡命した

そして、1922年11月1日、トルコ革命が発生し、ムスタファ・ケマルは大国民議会をアンカラに召集して帝政の廃止を宣言する。廃帝となったメフメト6世にはこれに抗する術は無く、17日にイギリスの軍艦でマルタへ亡命した。
ここに、623年間続いたオスマン帝国は滅亡するところとなり、ムスタファ・ケマルは大統領に就任し、トルコ共和国が成立するに至ったのであった。
1926年5月16日、メフメト6世はイタリアのサン・レモで65歳で死去した。遺骸はダマスカスのテキーイェ・モスクの中庭に埋葬された。